# Pyttipanna
Le pyttipanna — nom suédois encore écrit pytt i panna —, également appelé pyttipanne (ou pytt-i-panne) en norvégien, et pyttipannu en finnois, est un plat populaire en Scandinavie et en Finlande, à base de pommes de terre, d’oignons et de viande, coupés en dés et sautés, souvent servi avec un œuf au plat, une salade de betteraves, des cornichons au vinaigre et des câpres.
Ce qui était auparavant une manière économique d’accommoder les restes constitue aujourd’hui un mets à part entière, préparé à partir d’ingrédients frais ou surgelés. Son surnom en suédois, hänt i veckan (littéralement « la semaine dernière ») rappelle ses origines.

## Plats similaires
- Bubble and squeak, Angleterre
- Colcannon, Irlande
- Papet vaudois, Suisse
- Rumbledethumps, Écosse
- Stoemp, Belgique
- Trinxat, Catalogne